# Irlande au Concours Eurovision de la chanson 2014
L'Irlande a annoncé en 2013 sa participation au Concours Eurovision de la chanson 2014 à Copenhague, au Danemark.
Can-Linn feat. Kasey Smith, représentant l'Irlande au Concours Eurovision de la chanson sont annoncés le 28 février 2014, à la suite de leur victoire lors de la finale nationale Eurosong.
Leur chanson est Heartbeat.

## Processus de sélection: Eurosong
Les juges de l'Eurosong sont:
- Billy McGuinness, guitariste d'Aslan
- Hazel Kaneswaran, chanteur
- Cormac Battle, RTÉ 2fm
- Valerie Roe
- Mark Murphy

### Participants
| Mentor           | Act                        | Song                    | Writer(s)                                                              |
| ---------------- | -------------------------- | ----------------------- | ---------------------------------------------------------------------- |
| Billy McGuinness | Laura O'Neill              | "You Don't Remember Me" | Don Mescall, Lucie Silvas                                              |
| Hazel Kaneswaran | Can-Linn feat. Kasey Smith | "Heartbeat"             | Hazel Kaneswaran, Jonas Gladnikoff, Rasmus Palmgren, Patrizia Helander |
| Cormac Battle    | Andrew Mann                | "Be Mine"               | Cormac Battle                                                          |
| Valerie Roe      | Patricia Roe               | "Don't Hold On"         | Patricia Roe                                                           |
| Mark Murphy      | Eoghan Quigg               | "The Movie Song"        | Karl Broderick                                                         |

### Vote
| Draw | Song                    | Regional juries | Regional juries | Regional juries | Regional juries | Regional juries | Regional juries | Televoting | Total | Place |
| Draw | Song                    | Cork            | Limerick        | Galway          | Sligo           | Dublin          | Total           | Televoting | Total | Place |
| ---- | ----------------------- | --------------- | --------------- | --------------- | --------------- | --------------- | --------------- | ---------- | ----- | ----- |
| 1    | "Don't Hold On"         | 6               | 6               | 4               | 4               | 6               | 26              | 30         | 56    | 4     |
| 2    | "The Movie Song"        | 10              | 10              | 10              | 12              | 10              | 52              | 50         | 102   | 2     |
| 3    | "Heartbeat"             | 8               | 12              | 12              | 10              | 12              | 54              | 60         | 114   | 1     |
| 4    | "Be Mine"               | 4               | 4               | 6               | 6               | 4               | 24              | 20         | 44    | 5     |
| 5    | "You Don't Remember Me" | 12              | 8               | 8               | 8               | 8               | 44              | 40         | 84    | 3     |

## À l'Eurovision
L'Irlande participa à la seconde demi-finale, le 8 mai 2014 mais ne se qualifia pas pour la finale.